# Irwin Brodo
Irwin Murray Brodo (New York, 1935) is een Canadese lichenoloog. 
In 1957 behaalde hij zijn BSc in de biologie aan City College of New York. In 1959 behaalde hij zijn MSc. Zijn mastersthesis had de titel A study of Lichen Ecology in Central New York. In 1965 behaalde hij zijn Ph.D. met het proefschrift The Lichens of Long Island, New York: A Floristic and Vegetational Analysis.
Brodo is gespecialiseerd in diverse groepen korstmossen uit Noord-Amerika en dan met name de geslachten Coccotrema,Lecanora, Haematomma, Rhizocarpon, Ochrolechia en Alectoria. Daarnaast houdt hij zich bezig met floristiek en fytogeografie van verschillende gebieden in Canada, met name Brits-Columbia (Koningin Charlotte-eilanden), Ontario (regio Ottawa, Algonquin Provincial Park) en het Arctische gedeelte van Canada. 
Brodo houdt zich bezig met adviezen met trekking tot korstmossen. Op verzoek van derden voert hij identificaties van korstmossen uit. Ook geeft hij cursussen met betrekking tot de identificatie van korstmossen. 
Brodo is sinds 2000 met pensioen, maar verricht nog wel onderzoek bij zijn voormalige werkgever, het Canadian Museum of Nature. Sinds 1965 was hij hieraan verbonden als conservator van de collectie korstmossen. Gedurende acht jaar was hij hoofd van de afdeling botanie. 
Brodo is lid van de International Association for Lichenology, waarvan hij tussen 2004 en 2008 de voorzitter was en die hem in 1994 de Acharius Medal toekende vanwege zijn verdiensten voor de lichenologie. Hij is tevens lid van de American Bryological and Lichenological Society en de Canadian Botanical Association, van beide organisaties was hij voorzitter. Hij draagt bij aan het Tree of Life web project. 
Brodo heeft talloze artikelen in wetenschappelijke tijdschriften over korstmossen op zijn naam over onderwerpen als biochemie van kostmossen, luchtvervuiling en systematiek.  Hij is (mede)auteur van artikelen in tijdschriften als American Journal of Botany, Nordic Journal of Botany, Science en Systematic Botany. Samen met de fotografen Sylvia en Stephen Sharnoff is Brodo verantwoordelijk voor het boek Lichens of North America (2001, Yale Universitry Press). Dit boek werd gepubliceerd in samenwerking met het Canadian Museum of Nature. Het fotografisch veldwerk werd gesponsord door de Missouri Botanical Garden. In 2002 onderscheidde de Council on Botanical and Horticultural Libraries het boek met de Annual Literature Award. Met David Hawksworth schreef Brodo Alectoria and Allied Genera in North America (1977). 